# Peramorfose
Em biologia do desenvolvimento, peramorfose é uma mudança filogenética na qual os indivíduos de uma espécie amadurecem passando a idade adulta e assumem características até então invisíveis. É o inverso da pedomorfose. A peramorfose também pode ser definida como o atraso de maturação enquanto que o desenvolvimento do adulto é estendido.
Existem vários tipos de peramorfismo, diferentes dimensões da heterocronia, que podem aparecer de forma independente ou em combinação:
- Aceleração, onde a taxa de desenvolvimento é aumentada (em comparação com a condição ancestral).
- Hipermorfose, na qual o deslocamento de desenvolvimento está atrasado (em comparação com a condição ancestral).
- Predeslocamento, em que o início de desenvolvimento ocorre mais cedo (em comparação com a condição ancestral).